# Centro Federale Polo Acquatico di Ostia
Il Centro Federale - Polo Acquatico di Ostia, noto anche come Polo Natatorio di Ostia o come Polo Acquatico Frecciarossa per motivi di sponsorizzazione, è un impianto sportivo di Roma che sorge nella frazione del Lido di Ostia. Di proprietà dell'ente comunale Roma Capitale, è uno dei centri tecnici federali della Federazione Italiana Nuoto (FIN).

## Storia
La realizzazione del polo natatorio fu decisa nell'ambito delle opere da realizzare per i campionati mondiali di nuoto Roma 2009 per ospitare le gare di nuoto di fondo.
L'impianto, progettato dall'architetto Angelo Zampolini e dall'ingegnere Renato Papagni, è stato costruito tra il 2008 e il 2009, divenendo bersaglio di numerose critiche che hanno portato anche all'occupazione del cantiere nel maggio 2009. Il polo natatorio, sebbene incompleto, fu inaugurato il 10 luglio 2009 dopo diversi rinvii come centro di preparazione per gli atleti.
La costruzione è finita al centro di due inchieste, della Corte dei conti e della Procura della Repubblica di Roma, per svariate problematiche tra cui: il costo complessivo della costruzione, arrivato a 26 milioni di euro a fronte dei 14 milioni inizialmente previsti, l'inadeguatezza della piscina olimpionica per le competizioni sportive, poiché di lunghezza superiore rispetto agli standard, oltre che possibili violazioni delle regole sulle gare d'appalto dell'Unione europea.
Nel 2021 il polo natatorio ha ospitato un hub dell'azienda sanitaria locale (ASL) Roma 3 per la vaccinazione contro il virus SARS-CoV-2 nell'ambito del contrasto alla pandemia di COVID-19 in Italia.

## Strutture

### Area sportiva
- una piscina olimpionica scoperta da 50x25 metri, con pontone mobile[3] e tribune da 1000 posti a sedere;[1]
- una piscina coperta da 33 metri, con pontone mobile[3] e tribune da 500 posti a sedere;[1]
- una piscina didattica per bambini da 21x10 metri.[1]
- una palestra;[3]

### Area direzionale
- foresteria con 79 stanze;[14]
- un bar;[14]
- una mensa;[14]
- locali adibiti allo svolgimento dei corsi di formazione;[3]
- una sala conferenze da 200 posti a sedere;[14]
- un parcheggio da 500 posti auto.[14]

## Eventi ospitati
- Campionati assoluti estivi di nuoto;[3]
- Campionato nazionale a squadre-Coppa Caduti di Brema;[3]
- Final four della Coppa Italia di pallanuoto femminile[3] nel 2013, 2016, 2017, 2018, 2019 e 2020;
- Finali dei campionati giovanili di pallanuoto;[3]
- Campionati nazionali giovanili di nuoto sincronizzato e i campionati italiani master.[3]